# 1578 год
1578 (ты́сяча пятьсо́т се́мьдесят восьмо́й) год  по юлианскому календарю — невисокосный год, начинающийся в среду. Это 1578 год нашей эры, 8‑й год 8‑го десятилетия XVI века 2‑го тысячелетия, 9‑й год 1570‑х годов. Он закончился 447 лет назад.
| Пн | Вт | Ср | Чт | Пт | Сб | Вс |
|    |    | 1  | 2  | 3  | 4  | 5  |
| 6  | 7  | 8  | 9  | 10 | 11 | 12 |
| 13 | 14 | 15 | 16 | 17 | 18 | 19 |
| 20 | 21 | 22 | 23 | 24 | 25 | 26 |
| 27 | 28 | 29 | 30 | 31 |    |    |

| Пн | Вт | Ср | Чт | Пт | Сб | Вс |
|    |    |    |    |    | 1  | 2  |
| 3  | 4  | 5  | 6  | 7  | 8  | 9  |
| 10 | 11 | 12 | 13 | 14 | 15 | 16 |
| 17 | 18 | 19 | 20 | 21 | 22 | 23 |
| 24 | 25 | 26 | 27 | 28 |    |    |

| Пн | Вт | Ср | Чт | Пт | Сб | Вс |
|    |    |    |    |    | 1  | 2  |
| 3  | 4  | 5  | 6  | 7  | 8  | 9  |
| 10 | 11 | 12 | 13 | 14 | 15 | 16 |
| 17 | 18 | 19 | 20 | 21 | 22 | 23 |
| 24 | 25 | 26 | 27 | 28 | 29 | 30 |
| 31 |    |    |    |    |    |    |

| Пн | Вт | Ср | Чт | Пт | Сб | Вс |
|    | 1  | 2  | 3  | 4  | 5  | 6  |
| 7  | 8  | 9  | 10 | 11 | 12 | 13 |
| 14 | 15 | 16 | 17 | 18 | 19 | 20 |
| 21 | 22 | 23 | 24 | 25 | 26 | 27 |
| 28 | 29 | 30 |    |    |    |    |

| Пн | Вт | Ср | Чт | Пт | Сб | Вс |
|    |    |    | 1  | 2  | 3  | 4  |
| 5  | 6  | 7  | 8  | 9  | 10 | 11 |
| 12 | 13 | 14 | 15 | 16 | 17 | 18 |
| 19 | 20 | 21 | 22 | 23 | 24 | 25 |
| 26 | 27 | 28 | 29 | 30 | 31 |    |

| Пн | Вт | Ср | Чт | Пт | Сб | Вс |
|    |    |    |    |    |    | 1  |
| 2  | 3  | 4  | 5  | 6  | 7  | 8  |
| 9  | 10 | 11 | 12 | 13 | 14 | 15 |
| 16 | 17 | 18 | 19 | 20 | 21 | 22 |
| 23 | 24 | 25 | 26 | 27 | 28 | 29 |
| 30 |    |    |    |    |    |    |

| Пн | Вт | Ср | Чт | Пт | Сб | Вс |
|    | 1  | 2  | 3  | 4  | 5  | 6  |
| 7  | 8  | 9  | 10 | 11 | 12 | 13 |
| 14 | 15 | 16 | 17 | 18 | 19 | 20 |
| 21 | 22 | 23 | 24 | 25 | 26 | 27 |
| 28 | 29 | 30 | 31 |    |    |    |

| Пн | Вт | Ср | Чт | Пт | Сб | Вс |
|    |    |    |    | 1  | 2  | 3  |
| 4  | 5  | 6  | 7  | 8  | 9  | 10 |
| 11 | 12 | 13 | 14 | 15 | 16 | 17 |
| 18 | 19 | 20 | 21 | 22 | 23 | 24 |
| 25 | 26 | 27 | 28 | 29 | 30 | 31 |

| Пн | Вт | Ср | Чт | Пт | Сб | Вс |
| 1  | 2  | 3  | 4  | 5  | 6  | 7  |
| 8  | 9  | 10 | 11 | 12 | 13 | 14 |
| 15 | 16 | 17 | 18 | 19 | 20 | 21 |
| 22 | 23 | 24 | 25 | 26 | 27 | 28 |
| 29 | 30 |    |    |    |    |    |

| Пн | Вт | Ср | Чт | Пт | Сб | Вс |
|    |    | 1  | 2  | 3  | 4  | 5  |
| 6  | 7  | 8  | 9  | 10 | 11 | 12 |
| 13 | 14 | 15 | 16 | 17 | 18 | 19 |
| 20 | 21 | 22 | 23 | 24 | 25 | 26 |
| 27 | 28 | 29 | 30 | 31 |    |    |

| Пн | Вт | Ср | Чт | Пт | Сб | Вс |
|    |    |    |    |    | 1  | 2  |
| 3  | 4  | 5  | 6  | 7  | 8  | 9  |
| 10 | 11 | 12 | 13 | 14 | 15 | 16 |
| 17 | 18 | 19 | 20 | 21 | 22 | 23 |
| 24 | 25 | 26 | 27 | 28 | 29 | 30 |

| Пн | Вт | Ср | Чт | Пт | Сб | Вс |
| 1  | 2  | 3  | 4  | 5  | 6  | 7  |
| 8  | 9  | 10 | 11 | 12 | 13 | 14 |
| 15 | 16 | 17 | 18 | 19 | 20 | 21 |
| 22 | 23 | 24 | 25 | 26 | 27 | 28 |
| 29 | 30 | 31 |    |    |    |    |

## События
- 1493—1593 — Столетняя хорватско-османская война. Серия вооружённых конфликтов между Королевством Хорватия и Османской империей[1].
- 1507—1622 — Португало-персидская война. Ряд вооружённых конфликтов между колониалистской Португалией и вассальным Ормузом, с одной стороны, и Сефевидской империей, поддерживаемой англичанами, с другой[2].
- 1511—1641 — Малайско-португальская война. Вооружённый конфликт XVI—XVII веков, в котором Малаккский султанат при поддержке империи Мин, Голландской Ост-Индской компании (с 1607) и Джохора безуспешно сопротивлялся Португальской империи, стремившейся захватить Малакку и установить контроль над торговлей между Индией и Китаем[3].
- 1566—1609 — первый этап Нидерландской буржуазной революции (Восьмидесятилетняя война). Религиозно-идеологическая, политическая и социально-экономическая борьба Семнадцати провинций за независимость от испанского владычества[4].
  - 31 января — битва при Жамблу[5].
  - 31 июля — битва при Рейменаме[6].
  - 3 августа—19 ноября — осада Девентера[7].
- 1578—1581 — началось восстание ниндзя в провинции Ига в Японии[8].
- 1578—1590 — Турецко-персидская война[9]:
  - 9 или 10 августа — Чилдырская битва. Победа османской армии открыла ей дорогу на Грузию[10].
  - Сентябрь — битва у Коюнгечиди. Победа в этой битве открыла османам дорогу на Ширван[11].
  - 28 ноября — битва при Моллахасане[12].
- 1578—1606 — Дербент в составе Османской империи[13].
- 4 августа — битва при Эль-Ксар-эль-Кеби́ре (порт. Batalha de Alcácer-Quibir), также известная как '«битва трёх королей»' (араб. معركة الملوك الثلاث‎) — крупное сражение на севере Марокко, близ города Эль-Ксар-эль-Кебир, между Танжером и Фесом.
- Испано-брунейская война[14].
- Присоединение города Сухум-Кале к Турции.
- Восстание лжеца Исмаила Мирзы против Османской империи[15].
- Разгром городской демократии в Аррасе и Валансьене.
  - Осень — Гентцы казнили ярых реакционеров Гессельса и Яна де Виша, порвали с Генеральными Штатами и заключили союз с Брюсселем и городами Фландрии.
- Гибель короля Португалии Себастьяна во время похода в Северную Африку.
- Ламаистом объявил себя влиятельный феодал Северной Монголии Абатай, который вскоре поехал в Тибет и получил от далай-ламы благословение и титул Тушету-хана.
- Дрейк с небольшой эскадрой, пройдя через Магелланов пролив, ограбил испанские города по побережью Чили и Перу.
- Поход узбеков на Хорасан[16].

### Речь Посполитая
- При посредничестве турецкого султана Мурада III заключён союзный договор Крымского ханства с Речью Посполитой, но одновременно были возобновлены дипломатические отношения с Москвой[17].
- Речь Посполитая и Швеция заключают соглашение о ведении совместных боевых действий против России. Шведам удалось захватить значительную часть Прибалтики[18][19].
- Король Магнус, обиженный на Ивана Грозного, переходит на сторону польского короля Стефана Батория[19].
- Стефан Батория, отказался от Верховного суда короля, учредив в качестве высшей судебной инстанции Шляхетские трибуналы[20].
- Стефан Батория провёл реформу реестрового казачества[20].

## Русское государство
Царствование: 1533—1584 — Иван IV Васильевич Грозный
- 1558—1583 — Ливонская война[19].
  - 21 октября — в битве за Венден русские войска потерпели сокрушительное поражение от объединённых польско —литовских—шведских войск[19].
- 1573—1582 — Война Строгановых. Конфликт между Сибирским ханством и землями Строгановых в Русском царстве за Пермские земли[21].
- 1577—1582 — Русско-польская война. Является частью Ливонской войны[22].
- 10 января — Иван Грозный принимает польских королевских послов Станислава Крыйского и Николая Сапегу. После длительных переговоров соглашается на трёхлетнее перемирие. Фактически же перемирие не было заключено, так как царь подписывает один вариант договора (в котором Ливония объявляется русским владением), а польский посол совершенно другой (в котором этот пункт отсутствует). Стефан Батория не утверждает трёхлетнее перемирие[18].
- Январь — Бельский Богдан Яковлевич пожалован оружничим[23].
- Лето — пострижение царицы Анны Васильчиковой (по другим данным в 1576 и 1577 году) и новая (шестая) не венчанная женитьба Ивана Грозного на Василисе (царь называл её своей женою около 1575 года), вдове дьяка Мелентия Иванова[18].
- 12 августа — Иван Грозный принимает в Александровской слободе датского посла Якоба Ульфельдта, автора записок «Путешествие в Россию»[18].
  - Конец августа — Иван Грозный заключает с послами датского короля Фредерика II договор о 15-и летнем перемирии, подтверждающий условия русско-датского договора 1562 года[18].
- Первый поход атамана Ермака Тимофеевича для взятие Сибири, в котором он зимовал при реке Сыльве[24].
- Декабрь — Щелкалов Василий Яковлевич принимает в Посольской избе нагайского посла Уразу «с товарищи», вёл с ним переговоры, а через месяц дал им ответ[25].
- 1577—1587 — посольство Квашнина Ждана Ивановича в Священную Римскую империю в императору Рудольфу II[26].
  - Февраль — Рудольф II отправляет ответное посольство в Москву с заверениями о своей дружбе[26].
  - 5 мая — русский посол Квашнин Ж. И. вместе с послами Фредерика II, отправляются из Дании в Москву[26].
  - 17 июня — Квашнин Ж. И. был принят в Москве с грамотами Рудольфа II и отчётом о посольстве в Священную Римскую империю[26].
  - 19 августа — датское посольство Фредерика II принято царём в Александровской слободе[26].
- Пожалован кравчий: Годунов Борис Фёдорович[27].
- Пожалован боярством: Годунов Дмитрий Иванович[28].
- На службу Государю выехали родоначальники дворянских родов: Чубаровы, Вечесловы, Верховские и Безобразовы[29].
- Местничество: Б. Ф. Годунов выигрывает местнический спор с Сицким Василием Ивановичем[27].

### Города и поселения
- Воеводой Л. З. Новосильцовым восстановлена, срытая в 1571 году, военная крепость Терки (Терки — 2, всего 5)[30].
- По царскому, указу на месте древнего мордовского поселения, заложена крепость Арзамас[31].
- Впервые, в Писцовой книге Тешиловского стана Каширского уезда (1578—1579) упоминается сельцо Пущино (сов. г. Пущино)[32].

### Акты и грамоты
- Роспись, где стояли в поле головы в 85 (1577) году для бережения от прихода воинских людей и боярский приговор, где стоять им в 86 (1578) году[33].

### Руководители приказов
| Года      | Приказ            | Ф,И,О главы                | Примечания |
| --------- | ----------------- | -------------------------- | ---------- |
| 1577-1594 | Разрядный приказ  | Щелкалов Василий Яковлевич |            |
| 1570-1594 | Посольский приказ | Щелкалов Андрей Яковлевич  |            |
| 1570-1588 | Казанского дворца | Щелкалов Андрей Яковлевич  |            |
| 1578-1579 | Поместный приказ  | Щелкалов Андрей Яковлевич  |            |

## Начало правления
См.также: Список глав государств в 1578 году
- 1578—1580 — король Португалии Энрике.

## Наука и искусство
- Открытие академии иезуитов в Вильно.

## Родились
См. также: Категория:Родившиеся в 1578 году
- 1 апреля — Уильям Гарвей, английский врач, физиолог и эмбриолог.
- 15 сентября — Альбрехт фон Валленштейн, полководец Священной Римской Империи, генералиссимус.
- Агаццари, Агостино — итальянский композитор.
- Альбани, Франческо — итальянский художник болонской школы.
- Вебстер, Джон — английский драматург.
- Вольфганг Вильгельм — пфальцграф Нойбурга, герцог Юлих-Берга, отец курфюрста Пфальца Филиппа Вильгельма.
- Пожарский, Дмитрий Михайлович — военный и политический деятель, глава Второго Народного Ополчения, освободившего Москву от польско-литовских оккупантов.
- Равальяк, Франсуа — убийца короля Франции Генриха IV.
- Фердинанд II — император Священной Римской империи с 1619 по 1637 год, король Чехии, король Венгрии.
- Филипп III — король Испании, король Португалии и Альгарвы (как Филипп II) с 1598 по 1621 год.
- Эльсхаймер, Адам — немецкий живописец.

## Скончались

Изображение короля Португалии Себастьяна I.

См. также: Категория:Умершие в 1578 году
- Веньер, Себастьяно — 86-й венецианский дож в 1577/1578 годах.
- Грей, Мария — младшая сестра леди Джейн Грей, известной как «королева на девять дней», и Катерины Грей.
- Екатерина Австрийская — урождённая эрцгерцогиня Австрийская, инфанта Испанская и принцесса Бургундии. Супруга короля Жуана III, королева-консорт Португалии. Регент при своём внуке короле Себастиане.
- Иоанна Австрийская — младшая дочь императора Фердинанда I и Анны Ягеллонской, великая герцогиня Тосканская, первая жена герцога Франческо I, мать королевы Франции Марии Медичи.
- Кловио, Джулио — итальянский живописец-миниатюрист хорватского происхождения.
- Корт, Корнелис — голландский гравёр на меди.
- Леско, Пьер — французский архитектор и скульптор.
- Морони, Джованни Баттиста — итальянский художник.
- Нуниш, Педру — португальский математик.
- Пиале-паша — военный и политический деятель Османской империи хорватского происхождения, капудан-паша с 1553 по 1567 год, визирь с 1568 года
- Росси, Азария бен-Моисей де — знаменитый учёный, основатель исторической критики.
- Себастьян I — король Португалии и Алгарве из Ависской династии.
- Уэсуги Кэнсин — даймё, правивший провинцией Этиго, один из наиболее могущественных полководцев периода Сэнгоку в истории Японии.
- Хепберн, Джеймс, 4-й граф Ботвелл — шотландский дворянин, третий муж королевы Шотландии Марии Стюарт, брак с которым привёл к свержению королевы в 1567 году.
- Хуан Австрийский — испанский полководец, незаконный сын Карла V и Барбары Блуменберг, дочери регенсбургского бюргермейстера.
- Михримах Султан — второй ребёнок и единственная дочь Роксоланы (Хюррем Султан) и Кануни Сулеймана I .[источник не указан 3170 дней]